# Occhiaie (singolo)
Occhiaie è il primo singolo del cantante italiano Galeffi, primo estratto dall'album Scudetto e pubblicato il 20 ottobre 2017 per l'etichetta Maciste Dischi/Warner Chappel/Artist First.

## Video musicale
Il videoclip del brano, realizzato dalla Bendo Films, è stato pubblicato il 10 ottobre 2017 sul canale YouTube di Maciste Dischi.

## Tracce
1. Occhiaie – 3:23